# Грішники (телесеріал)
«Грішники» (англ. The Sinner, «грішник» або «грішниця») — американський телесеріал, заснований на кримінальному романі німецької письменниці Петри Гаммесфар. Прем'єра першого сезону на телеканалі USA Network відбулася 2 серпня — 20 вересня 2017 року.
Назва серіалу англійською мовою — The Sinner — може перекладатися і як «Грішник» (чоловік), і як «Грішниця» (жінка). Через те, що головною героїнею першого сезону є жінка Кора Танетті, українські перекладачі використали жіночій рід, а для другого, де «грішником» є хлопчик Джуліан Вокер, і третього, з головним героєм Джеймі Бернсом, — чоловічій рід. Через усі сезони проходить персонаж детектива Емброуза.
На 75-й церемонії вручення нагород премії «Золотий глобус» мінісеріал «Грішники» («Грішниця») отримав дві номінації як найкращий мінісеріал чи телефільм і найкраща жіноча роль (акторка Джессіка Біл).
У березні 2018 року серіал був продовжений на другий сезон, який показаний 1 серпня — 19 вересня 2018 року; детектив Гаррі Емброуз у виконанні Білла Пуллмана розслідує подвійне вбивство, з невідомих причин учинене одинадцятирічним хлопчиком із дивакуватої релігійної комуни-поселення.
Прем'єра третього сезону відбулася 6 лютого — 26 березня 2020 року: поліція розслідує смерть молодого чоловіка, який несподівано приїхав навідати родину свого університетського товариша.

## Синопсис
Перший сезон розповідає про події, які відбуваються після того, як молода мати вбиває людину серед білого дня на очах у безлічі людей, але й гадки не має, чому вона це зробила.
Другий сезон, пов'язаний з першим тільки одним героєм, детективом Емброузом, розповідає історію хлопчика, що підозрюється в отруєнні двох дорослих, разом з якими він проживав у релігійній громаді.
У третьому сезоні детектив-лейтенант Емброуз намагається будь-що завоювати довіру чоловіка, якого підозрює в убивстві його давнього університетського приятеля.
У четвертому сезоні Емброуз приїжджає до міста Кларк-Харбор для відпочинку та опиняється в центрі трагедії.

## У ролях
- Білл Пуллман — детектив-лейтенант Гаррі Емброуз[5] (1–3 сезони)
- Дон Норвуд — детектив Ден Лерой (сезон 1; сезон 2 — гість)
- Адам ЛеФевр — шеф поліції (1, 3 сезони)

### 1-й сезон
- Джессіка Біл — Кора Танетті
- Крістофер Ебботт — Мейсон Танетті
- Еббі Міллер — Кейтлін Салліван
- Джоанна П. Адлер — капітан Енн Фармер
- Деніел Берджес — Медді
- Енід Грем — Елізабет Лейсі (мати Кори)
- Сі Джей Вілсон — Вільям

### 2-й сезон
- Керрі Кун — Віра Волкер
- Наталі Пул — детектив Гізер Новак
- Ханна Гросс — Морін Калхун
- Еліша Геніґ — Джуліан Волкер
- Трейсі Леттс — Джек Новак

### 3-й сезон
- Меттью Бомер — Джеймі Бернс
- Едді Мартінес — детектив Вік Сото
- Джессіка Хект — Соня Барзель
- Паріса Фітц-Генлі — Ліла Бернс

## Реакція

### Номінації та нагороди
Перший сезон серіалу отримав дві номінації на премію «Золотий глобус» (найкращий мінісеріал та найкраща акторка мінісеріалу) та номінації на інші премії.

### Відгуки критиків
На сайті Rotten Tomatoes серіал отримав 94 % «свіжості» на основі 33-х відгуків критиків з середнім рейтингом 6,9 / 10. Критичний консенсус сайту говорить: «Надиво непередбачувана „Грішниця“ з сильною акторською грою талановитих акторів западає в душу і не відпускає». На Metacritic серіал отримав 71 балів зі ста на основі 23-х «в загальному позитивних» рецензій.